# Ducati 1299
De Ducati 1299 Panigale is een 1.285cc-Ducati-superbike onthuld op de Milan Motorshow 2014 en geproduceerd sinds 2015 als opvolger van de 1.198cc-1199-Panigale. De motor is vernoemd naar het kleine plaatsje Borgo Panigale.
De wielbasis van de 1299 blijft hetzelfde met 1437 mm. De basisversie behoudt eveneens de voorvorken van Marzocchi en schokdempers van Sachs; De S-variant heeft een nieuwe semi-actieve Öhlins Smart EC-ophanging, welke het mogelijk maakt tussen verschillende rijmodi te wisselen en zodoende beter aan te passen is aan de wegomstandigheden. 
Alle varianten zijn nu uitgerust met een nieuwe generatie elektronica, waaronder een nieuwe IMU, race-ABS en een anti-wheelie systeem. Wisselbare rijmodi en tractiebedieningen, vergelijkbaar met de oude versie, zijn overgezet naar het nieuwe platform. 

## Ducati Panigale R
Vanwege de World Superbike cilinderinhoud regelgeving, behoudt de motor in de R-variant van 1299 Panigale de oude 1198cc-cilinderinhoud, met toevoeging van een met wolfraam gebalanceerde krukas, titanium kleppen en drijfstangen en twee-ring zuigers. Vermogenscijfers voor de R zijn hetzelfde als andere 1299-modellen met 150,8 kW (205 pk) @ 11.500 tpm. Het koppel daalt overigens met 6,2 lb-ft tot 100,5 lb-ft (136,2 Nm) @ 10.250 rpm.
De Panigale R is uitgerust met passieve Öhlins-ophanging, in tegenstelling tot de oude R-specificatie die vroeger was uitgerust met een actieve setup (DES). In vergelijking met de andere varianten is de wielbasis verhoogd naar 1442 mm dankzij nieuwe stuurgeometrie. Het is ook uitgerust met een Termignoni titanium uitlaat en het data verzamelsysteem van Ducati. De Panigale R weegt droog 162 kg of nat 184 kg.

## 1299 Superleggera
In november 2016 begon Ducati met de verkoop van de 1299 Superleggera (Italiaans voor Superlicht) in een beperkte oplage van 500 stuks. Het volgde de oorspronkelijke 1199 Superleggera van 2014 op, die het gewicht verminderde door middel van een composiet koolstofvezel chassis, magnesium motorbehuizingen en bevestigingsmiddelen en een uitlaatsysteem van titanium. Ducati beweerde dat de 1299 een nat gewicht van 167 kg had en een 1,285cc-motor met een motorvermogen van 215 pk.